# Wild Dances (singolo)
Wild Dances è un singolo della cantante ucraina Ruslana, pubblicato nel 2004.
Si tratta della canzone vincitrice dell'Eurovision Song Contest 2004, evento svoltosi in Turchia.

## Descrizione
La canzone è stata scritta dalla stessa Ruslana Lyžyčko con Aleksandr Ksenofontov ed è inserita nell'omonimo album Wild Dances.
Il testo mischia versi in lingua inglese e in lingua ucraina.
Il brano ha vinto l'edizione 2004 dell'Eurovision Song Contest con 280 punti.

## Tracce
1. Wild Dances [Ukrainian version radio edit] - 2:55
2. Wild Dances [Album version] - 3:00
3. Wild Dances [Ukrainian version Harem's pop mix] - 2:48
4. Wild Dances [Harem's pop mix] - 2:48
5. Wild Dances [Part II] - 3:58
6. Wild Dances [Ukrainian version Harem's club mix] - 3:16
7. Wild Dances [Harem's club mix] - 3:16
8. Wild Dances [Ukrainian version Harem's percussion mix] - 2:52
9. Wild Dances [Harem's percussion mix] - 2:52
10. Wild Dances [Break mix] - 3:25
11. Wild Dances [Groove mix] - 3:16
12. Wild Dances [Instrumental version] - 3:00
13. Wild Dances [Part II instrumental version] - 3:57

## Classifiche

### Classifiche settimanali
| Classifica (2004) | Posizione massima |
| ----------------- | ----------------- |
| Austria           | 43                |
| Belgio (Fiandre)  | 1                 |
| Belgio (Vallonia) | 25                |
| Croazia           | 3                 |
| Finlandia         | 20                |
| Germania          | 40                |
| Grecia            | 1                 |
| Irlanda           | 44                |
| Paesi Bassi       | 30                |
| Regno Unito       | 47                |
| Romania           | 44                |
| Repubblica Ceca   | 38                |
| Russia            | 56                |
| Svezia            | 8                 |
| Svizzera          | 24                |

### Classifiche di fine anno
| Classifica (2004) | Posizione |
| ----------------- | --------- |
| Belgio (Fiandre)  | 3         |
| Svezia            | 43        |